# Brzydkie kaczątko (film 1956)
Brzydkie kaczątko (ros. Гадкий утёнок) – radziecki krótkometrażowy film animowany z 1956 roku w reżyserii Władimira Diegtiariowa oparty na motywach baśni Hansa Christiana Andersena o tym samym tytule.

## Animatorzy
Mstisław Kupracz, Wadim Dołgich, Wiktor Lichaczew, Nikołaj Fiodorow, Jelizawieta Komowa, Igor Podgorski

## Nagrody
- 1957: Pierwszy Brytyjski Międzynarodowy Festiwal Filmowy w Londynie (Festiwal Festiwali) – Dyplom